# 黄褐歌百灵
黄褐歌百灵（学名：[Mirafra africanoides] 错误：{{Lang}}：文本有斜体标记（帮助）），是百灵科歌百灵属的一种，分布于纳米比亚、安哥拉、南非、赞比亚、津巴布韦、博茨瓦纳和莫桑比克。全球活动范围约为2,420,000平方千米。该物种的保护状况被评为无危。
黄褐歌百灵的平均体重约为26.6克。栖息地包括干燥的稀树草原和亚热带或热带的（低地）干燥疏灌丛。